# Chattahoochee County
Chattahoochee County je okres ve státě Georgie ve Spojených státech amerických. K roku 2010 zde žilo 11 267 obyvatel. Správním městem okresu je Cusseta. Celková rozloha okresu činí 651 km². Vznikl v roce 1854.